# Carnaval de Oruro
El carnaval de Oruro es una festividad religiosa, folclórica y cultural que se celebra anualmente en la ciudad de Oruro,  Bolivia, entre febrero y principios de marzo. Es la principal expresión del carnaval boliviano y una de las manifestaciones culturales más importantes de la región.
En 2001, la Unesco lo declaró  “Obra Maestra del Patrimonio Oral e Intangible de la Humanidad”. Durante la celebración, más de 48 conjuntos folklóricos, organizados en 18 especialidades de danza, participan en la tradicional “Entrada”, una  peregrinación hacia el Santuario del Socavón que se realiza cada sábado de carnaval.  Su riqueza cultural y su popularidad lo han posicionado entre los carnavales más importantes del mundo, junto con el de Río de Janeiro en Brasil y Barranquilla en Colombia.
El origen del Carnaval de Oruro se remonta a la época precolombina, cuando el pueblo indígena Uru realizaba ceremonias en el territorio que hoy ocupa la ciudad. Tras la colonización española, Oruro fue refundada, pero continuó siendo un centro sagrado donde las comunidades indígenas mantuvieron sus prácticas rituales.[cita requerida]
Cada año, el carnaval atrae a alrededor de 400.000 visitantes y genera un impacto económico estimado en 125 millones de bolivianos.

## Historia

### Periodo prehispánico

Mapa de los lugares sagrados en Oruro, mostrando la ubicación de las representaciones de hormigas, lagartos, sapos y serpientes, animales considerados sagrados por los Urus.

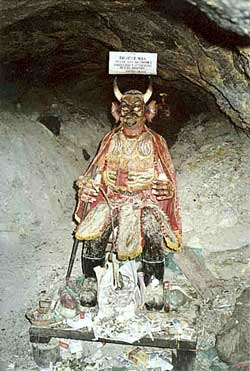
Wari, dios de los urus que sobrevivió a embates de aymaras, quechuas y españoles, es el "tío de la mina", último avatar del viejo Wari. Oruro, Bolivia

Se presenta la interculturalidad de los pueblos preincaicos, prehispánicos, cazadores, lacustres, agrícolas, ganaderos altiplánicos y otros de las tierras bajas. Desde épocas remotas Jururu (Uru Uru), hoy Oruro, fue un centro de peregrinación religiosa del mundo andino, hacia la sagrada serranía de los Urus, que contaba con deidades protectoras llamadas Wakas, apus y achachilas, estas deidades eran Jampatukollo (cerro Sapo), Argentillo Arankani (cerro lagarto), la víbora (Quwak),  el cóndor y Wakallusta (Resbaladero de Ídolos) entre otros.
Tras la conquista del Imperio Incaico, estos trataron de introducir su religión mediante la conversión de Wari a un semidiós malvado y a las wakas o Apus sagradas en plagas, petrificadas por la Ñusta Incaica. Así los urus debían adorar solo a pachacamaj representado por Inti.[cita requerida]
Los españoles a partir de la conquista y coloniaje durante el Virreinato del Perú, produjeron un singular sincretismo religioso de transculturización con Huari (Wari), sintetizado en el tío que quedó como el diablo universal y junto a la pachamama, la ñusta que se convirtió en la virgen del socavón.

### Periodo colonial
Se expresa a partir del encuentro durante el Virreinato del Perú, del mundo occidental (españoles) con las culturas nativas de la región.
El hecho fue generando sus propios mecanismos sociales de salvaguarda que se iniciaron en 1789 durante el Virreinato del Perú cuando la iglesia católica entroniza oficialmente la imagen de la virgen candelaria que es venerada dentro la festividad del Carnaval, por eso la fecha movible. Los mineros crean la comparsa de diablos que rendiría su homenaje a la virgen del socavón los sábados de carnaval, días que tenían libre del trabajo en la mina.[cita requerida]
Por órdenes del Virrey del Perú, las celebraciones fueron prohibidas a lo largo del siglo XVII, aunque se mantuvieron y revivieron por parte de los pueblos originarios bajo los rituales católicos de la Fiesta de la Candelaria (o purificación de la Virgen). Los íconos cristianos reemplazaron así a las deidades nativas, con el cambio de los santos por los elementos menores de la cosmología inca.
En 1818 el párroco de Oruro, Ladislao Montealegre, escribió la obra Narrativa de los siete pecados capitales, para la cual, según Harris y Fortún, se habría presentado elementos del Ball de diables catalán como ser la diablesa, que en la diablada es denominada China Supay y en donde el diablo lidera a los siete pecados capitales en batalla en contra de las virtudes opuestas y un ángel. Harris sugiere que Montealegre podría haber querido representar la amenaza de la Rebelión de Oruro y el contexto histórico con esta obra.

#### Virgen del  Socavón

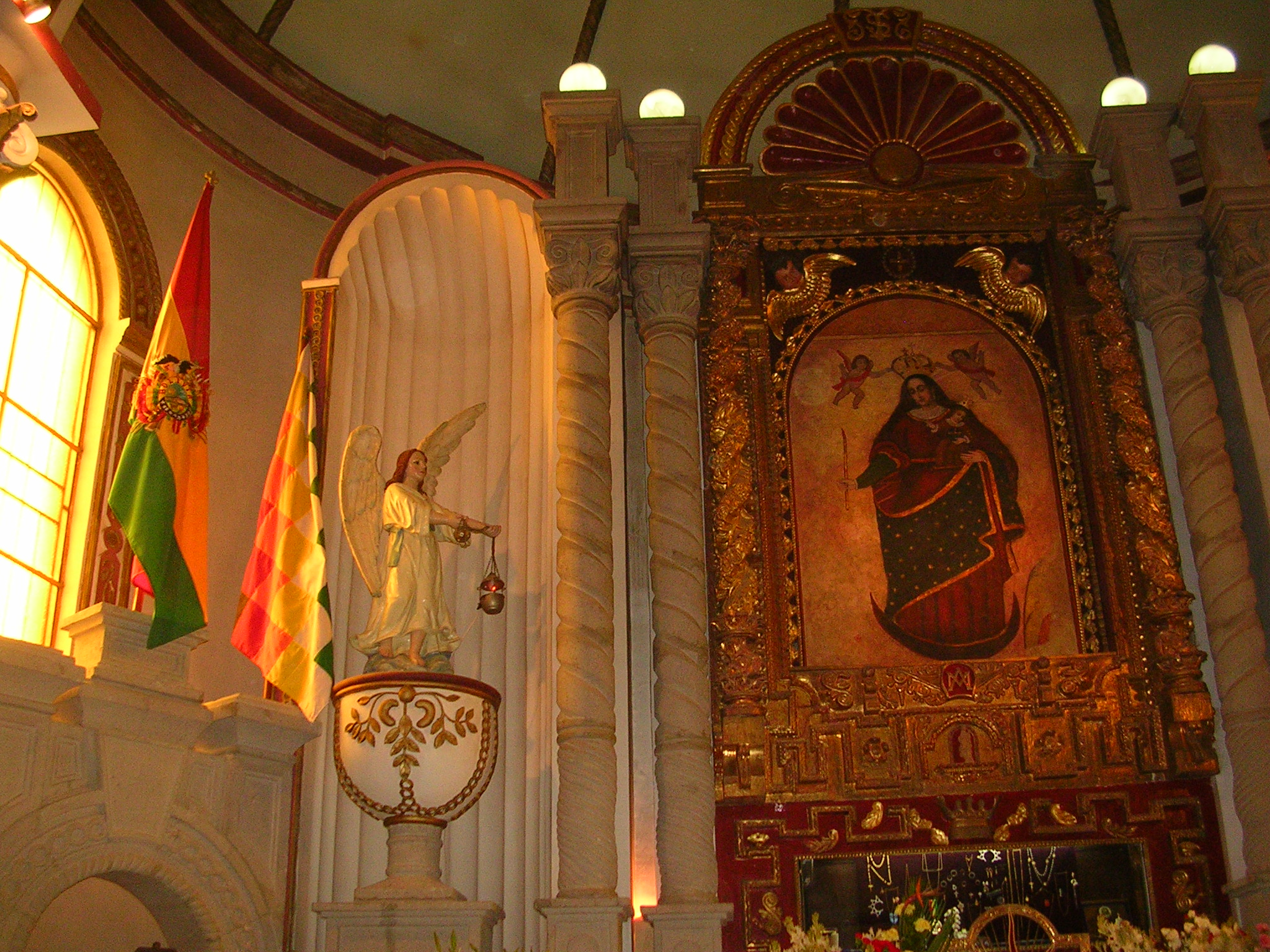
Santuario de la Virgen del Socavón.

En 1559, solicitados por el encomendero de Paria Paria, Lorenzo de Aldana, los frailes Agustinos vinieron desde España al Virreinato del Perú y se dedicaron a la evangelización del Altiplano. Sus primeras llegadas son en Challacollo, Paria, Toledo y Capinota en este año. El encomendero de Paria, Lorenzo de Aldana, había creado un Mayorazgo o fundación benéfica a favor de la religión y de los indígenas encomendados a él, Aldana muere en el 1573, diez años antes que Francisco Tito Yupanqui tallara, en 1583, la Imagen de la Candelaria para el santuario de Copacabana durante el Virreinato de Perú, igualmente confiado a los Agustinos en 1588. Aldana había nacido en 1508 en Extremadura, en la ciudad de Cáceres, donde era grande la devoción a la Virgen de la Candelaria.
Los Agustinos traían una fuerte devoción mariana desde España al Virreinato de Perú, donde la fiesta de la Candelaria se había establecido ya en el siglo XI como una de las cuatro principales fiestas marianas. Saliendo de España, habían tocado como último puerto, antes de cruzar el océano, Tenerife, en las Islas Canarias, donde existía un Santuario dedicado a la Virgen de la Candelaria. De ahí la devoción a la Candelaria “se había popularizado especialmente entre los marineros que la tomaron como abogada y la izaron al lado de los timones en las procelosas travesías hacia el Virreinato de Perú en América.

#### Independencia y la transición al carnaval
En Oruro existe el santuario en honor a la Virgen del Socavón, pero esta fecha se desplazó a las fechas del carnaval en esta ciudad; esta transición fue producto de la guerra de la independencia boliviana.

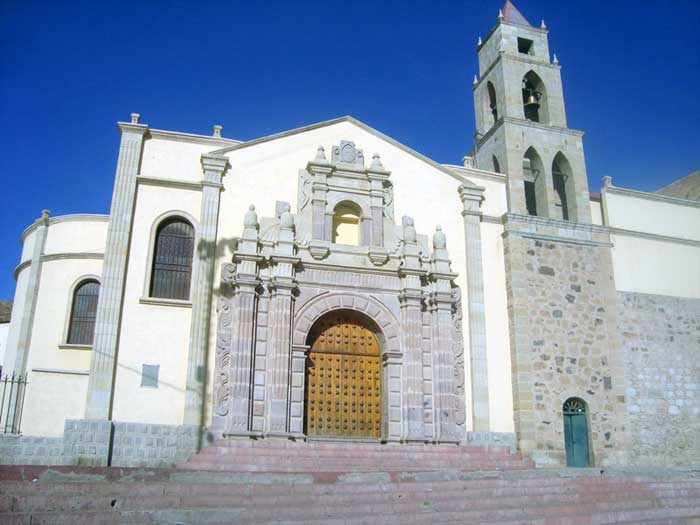
Santuario del Socavón en Oruro, Bolivia

Existe una leyenda que cuenta que durante el sábado de carnaval del año 1789 un bandido llamado Anselmo Bellarmino conocido como el Nina-Nina o Chiru-Chiru fue mortalmente herido en una pelea callejera y antes de morir él fue confrontado por la Virgen de la Candelaria. Algunas versiones dicen que él solía adorar a una imagen de tamaño natural de la Virgen pintada en una pared de una casa abandonada, otros dicen que esta pintura apareció milagrosamente en la casa del bandido tras su muerte, también se dice que el cura Carlos Borromeo Mantilla escuchó la confesión de Anselmo Belardino quien confesó haber raptado a Lorenza Chuquiamo, en la confesión declaró haber sido socorrido por una joven que prendía dos cirios en la cima de cerro Pie de Gallo. Esta leyenda concluye con el relato de una tropa de diablos danzando en honor a la Virgen durante el carnaval del año siguiente. El santuario presente en Oruro fue completado para el año 1891.
Sin embargo, de acuerdo al doctor en estudios religiosos y director ejecutivo del Consejo de Humanidades de Wisconsin en la Universidad de Wisconsin-Madison, Max Harris, esta leyenda estaría relacionada con una realidad histórica. Durante el virreinato  rebelión de Túpac Amaru II, Oruro experimentó una breve pero sangrienta revolución. Durante la noche del sábado 10 de febrero de 1781, la mayoría criolla atacó a la minoría gobernante conformada por chapetones o descendientes directos de españoles nacidos en el cono sur. Con la llegada del ejército indígena, los criollos formaron una alianza.
El 15 de febrero, un mensajero llegó desde el Cuzco a Oruro con órdenes de Túpac Amaru II. Él había instruido a su ejército respetar a las iglesias y al clérigo, no hacer daño a los criollos, y sólo procesar a los chapetones. Aseguró también la victoria al entrar a La Paz "por carnestolendas", la ocupación indígena de Oruro se había comenzado a retirar dejando miles de muertos. Pero durante marzo y abril ellos lanzaron más ataques a la ciudad pero esta vez en contra de los criollos y los españoles restantes quienes unificaron fuerzas para repelerlos.

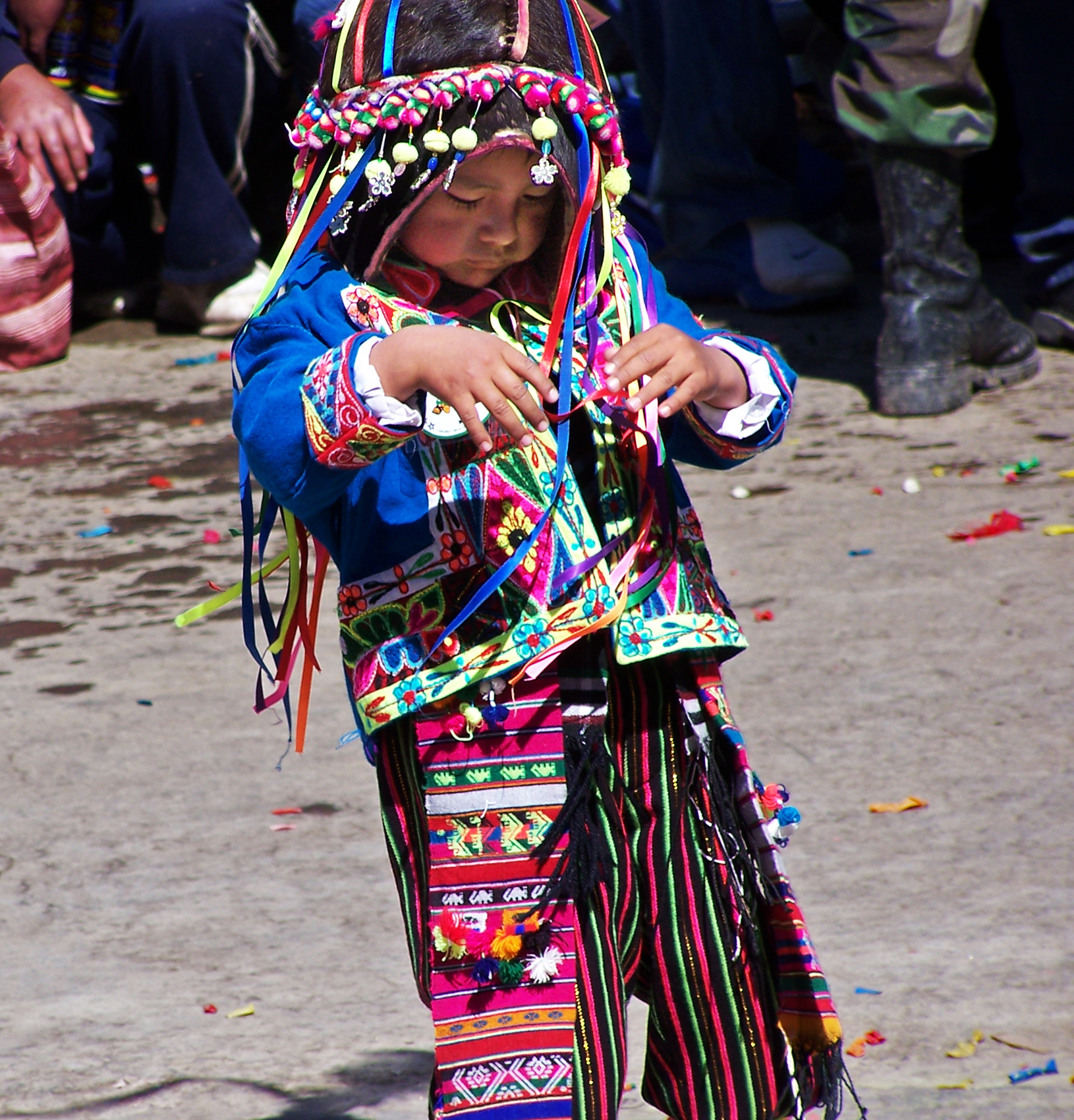
Niño bailando en una de las procesiones del Carnaval.

Harris observa que el carnaval del año 1781, cayó el 24 de febrero, colocando la ocupación de Oruro exactamente entre la fiesta de la Candelaria y carnaval, tornando esta situación en palabras de Harris "carnavalesca". Procesiones religiosas compartieron su espacio con desfiles seculares, europeos y criollos se disfrazaban como indígenas, casos como la de un español disfrazado de mujer en un vano intento de salvar su vida y miles de hombres armados en las calles de la ciudad colonial. Para el 19 de febrero la gente en la ciudad a pesar del conflicto continuó celebrando y durante carnaval, los mercados de la ciudad estaban llenos de ladrones vendiendo el oro y la plata saqueados nuevamente a sus dueños o a los cholos y mestizos. Para el año 1784 era ya costumbre regocijar, bailar, jugar y formar comparsas para el carnaval de Oruro.
Harris considera que es con este trasfondo que la leyenda de la Virgen del Socavón de 1789 apareció favoreciendo a la rebelión ya que los indígenas veneraban a la Virgen de la Candelaria, mientras que los chapetones solían venerar a la Virgen del Rosario. Según las creencias de los revolucionarios, la Virgen del Socavón habría tolerado a las deidades indígenas o "demonios" y, según Harris, si la leyenda es correcta, para 1790 los mineros de Oruro habrían movido la celebración de la Candelaria para carnaval y habrían añadido a los dioses indígenas, enmascarados como diablos cristianos, a las festividades.
Una generación después, en 1825, Bolivia alcanzó su independencia del Imperio Español y su separación de los Virreinatos de la Plata y del Perú, el Carnaval de Oruro adoptó un nuevo significado para los residentes de Oruro. Dos de las comparsas de diablada y la calle desde la cual el desfile comienza recibieron sus nombres en honor a Sebastián Pagador, uno de los héroes criollos de la revuelta. La plaza principal que está en la ruta del carnaval hacia el santuario de la Virgen del Socavón se denomina Plaza 10 de febrero recordando la fecha de la rebelión.

### Periodo post colonial o republicano

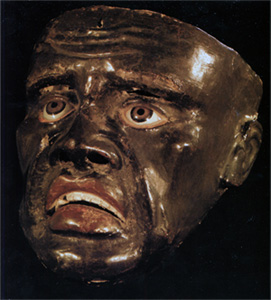
Máscara de la danza de los morenos o morenada de 1875, Museo Antropológico Eduardo López Rivas en Oruro, Bolivia.

El Periodo más complejo donde surge la tolerancia entre la fe, las religiones y la creatividad.La conducta social y popular de la época impone una mentalidad de conservadurismo segregador e inquisidor desde la colonia, por esa razón los cholos y criollos organizados en cofradías participan de forma clandestina y protegidos en el anonimato por la máscara, haciendo así su presencia en este espacio y tiempo sagrado de los indios uniendo los rituales del hombre andino con los católico.
Las danzas son discriminadas por la clase pudiente de la sociedad denominándolas “danzas de la Indiada”, porque solamente los indígena o campesinos las danzaban. Danzas que nacen como sátira hacia los españoles y sus esclavos negros, que habitaron durante el Virreinato del Perú esta región y fueron partícipes de la Rebelión de Oruro de 1781 donde existían compañías de españoles, mestizos, criollos y negros.
Tras la confrontación bélica de Bolivia y Paraguay (1932 - 1935) se genera un encuentro del hombre del campo con el de la ciudad, del hombre del oriente, con los del valle y los del altiplano que se confunden en una sola trinchera y conocen más allá de la suya la realidad nacional, este hecho histórico marco a estas clases y tomaron una conciencia nacionalista, las comparsas de diablos,  comparsas de morenos y otros, partícipes del carnaval de Oruro, empiezan a sufrir un cambio en su denominación, las “Danzas de la Indiada” se llamarían: Diablada, Morenada, llamerada, etc. Esas danzas de la Indiada Orureña serían aceptadas por la mayoría de la sociedad, la convivencia en la Guerra del Chaco hizo que las ciudades tomaran estas manifestaciones culturales como propias, y empezara crear agrupaciones nuevas de comparsas mostrando voluntad organizativa, creadora, aportando con su intelecto para rendir su devoción a la Virgen del Socavón en el Carnaval de Oruro.

### Actualidad

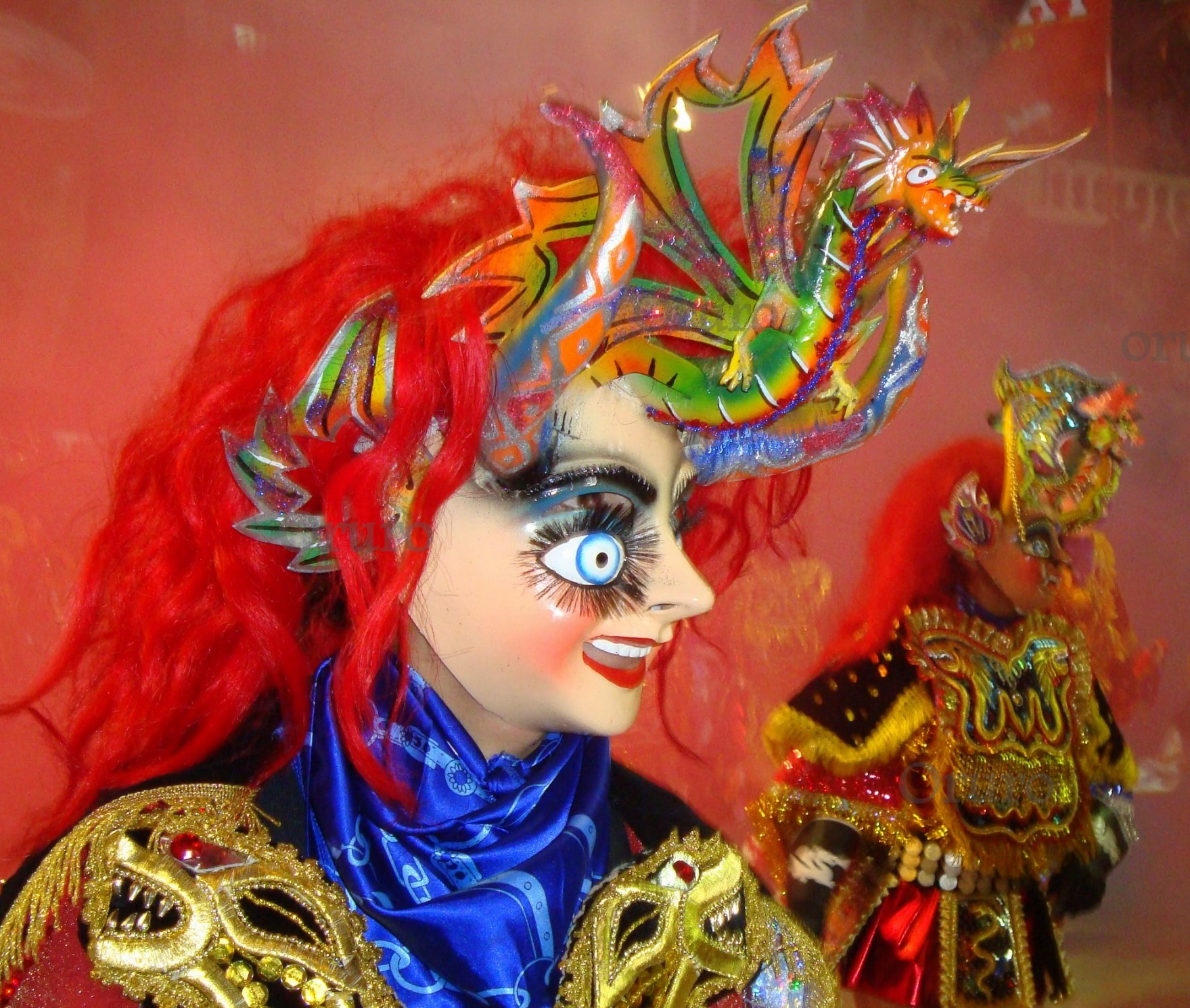
Diablada ferroviaria de Oruro.

La celebración se realiza en la ciudad de Oruro, la cual es considerada la capital folklórica de Bolivia. En el carnaval de Oruro aún conviven en una simbiosis la religión pagana y católica, mostrando ante el mundo su sincretismo religioso único, tres días antes al sábado de peregrinación hacia el santuario del socavón por parte de los 52 conjuntos, la gente visita al cóndor y una semana después a la víbora al sur de la ciudad, el sapo al norte y al este los arenales (hormigas). El carnaval de Oruro parte de la estructura temporal lluviosa del altiplano (jallupacha) que se inicia con los rituales de noviembre relacionado al culto de los muertos en Todo Santos (Siguiente semana el primer convite del carnaval), periodo que se extiende hasta febrero (Entrada de peregrinación hacia la Virgen del Socavón).
De acuerdo a la Ley N°602 de la República de Bolivia, son organizadores del Carnaval de Oruro: la Alcaldía Municipal de Oruro, la Asociación de Conjuntos del Folklore (A.C.F.O.) y el Comité Departamental de Etnografía y Folklore de Oruro.
En la actualidad, las más importantes celebraciones se centran en el Santuario del Socavón. Son 18 las especialidades de danzas, siendo 52 los conjuntos folklóricos inscriptos en la A.C.F.O.
La devoción de los bailarines es tan grande por la virgen del Socavón que llegan de diferentes regiones del país, y realizan un recorrido extenso, al llegar a la iglesia los bailarines hacen su ingreso al santuario de rodillas y con lágrimas en el rostro pidiendo un favor a la virgen del Socavón y en agradecimiento prometen bailar durante tres años consecutivos.
Todo finaliza con dos representaciones teatrales de obras católicas que se centran una en la conquista española y otra sobre el triunfo del arcángel Miguel sobre el Demonio.

## Distinciones
- 1970.- Se declara mediante decreto a Oruro capital del Folclore de Bolivia. Llevado a rango de ley en 1984.[11]
- 1994 Un decreto del gobierno boliviano declara Patrona del folclore Boliviano a la Virgen del Socavón.[cita requerida]
- 1995 El Estado de Bolivia reconoce la Entrada del Carnaval de Oruro como Patrimonio Cultural, Tradicional, Artístico y Folclórico, que muestra el significado de cultura popular y tradicional.[cita requerida]
- 2001.- La Organización de las Naciones Unidas para la Educación, la Ciencia y la Cultura (Unesco) proclama al Carnaval de Oruro Obra maestra del Patrimonio oral e intangible de la Humanidad.[12] (ANR)
- 2005.- La República de Bolivia declara como PATRIMONIO INMATERIAL DEL ESTADO BOLIVIANO a las danzas, música y vestuarios rituales del Carnaval de Oruro. (ANR)
- 2006.- la UNESCO (Organización de las Naciones Unidas para la Educación la Ciencia y la Cultura), financia el Proyecto PASCO, Plan de Acción de Salvaguarda del Carnaval de Oruro, para realizar el inventario y CATALOGACIÓN DEL CARNAVAL DE ORURO, cuyos ejemplares originales fueron enviados a este ente ecuménico, donde se registran las 18 especialidades de danza, dieciocho vertientes culturales que confluyen en el Carnaval de Oruro, vestuario, música, coreografía y todo el proceso festivo de su organización. (ANR)
- 2007.- El Consejo Departamental del Departamento de Oruro por Resolución N° 102/07 declara a las 18 vertientes culturales o 18 especialidades de danza, música y vestuario ritual, como PATRIMONIO ORAL E INTANGIBLE DEL DEPARTAMENTO DE ORURO. (ANR)
- 2007.- El 30 de julio, el Concejo Municipal de Oruro por Ordenanza Municipal N°27/07 declara como PATRIMONIO ORAL E INTANGIBLE DEL MUNICIPIO DE LA CIUDAD DE ORURO, a las 18 especialidades de danza, música y vestuario ritual folklórica, rituales, proceso festivo del Carnaval de Oruro. (ANR)
- 2008.- El carnaval de Oruro es Inscrito en la Lista Representativa del Patrimonio Cultural Inmaterial de la Humanidad.[12]
- 2012.- El Parlamento Andino reconoce la importancia del Carnaval de Oruro y declara como "Patrimonio Inmaterial de la Comunidad Andina, expresada en sus 48 conjuntos folklóricos y en sus 18 especialidades de danza".[13][14][15][16]

## Patrimonio de la Humanidad

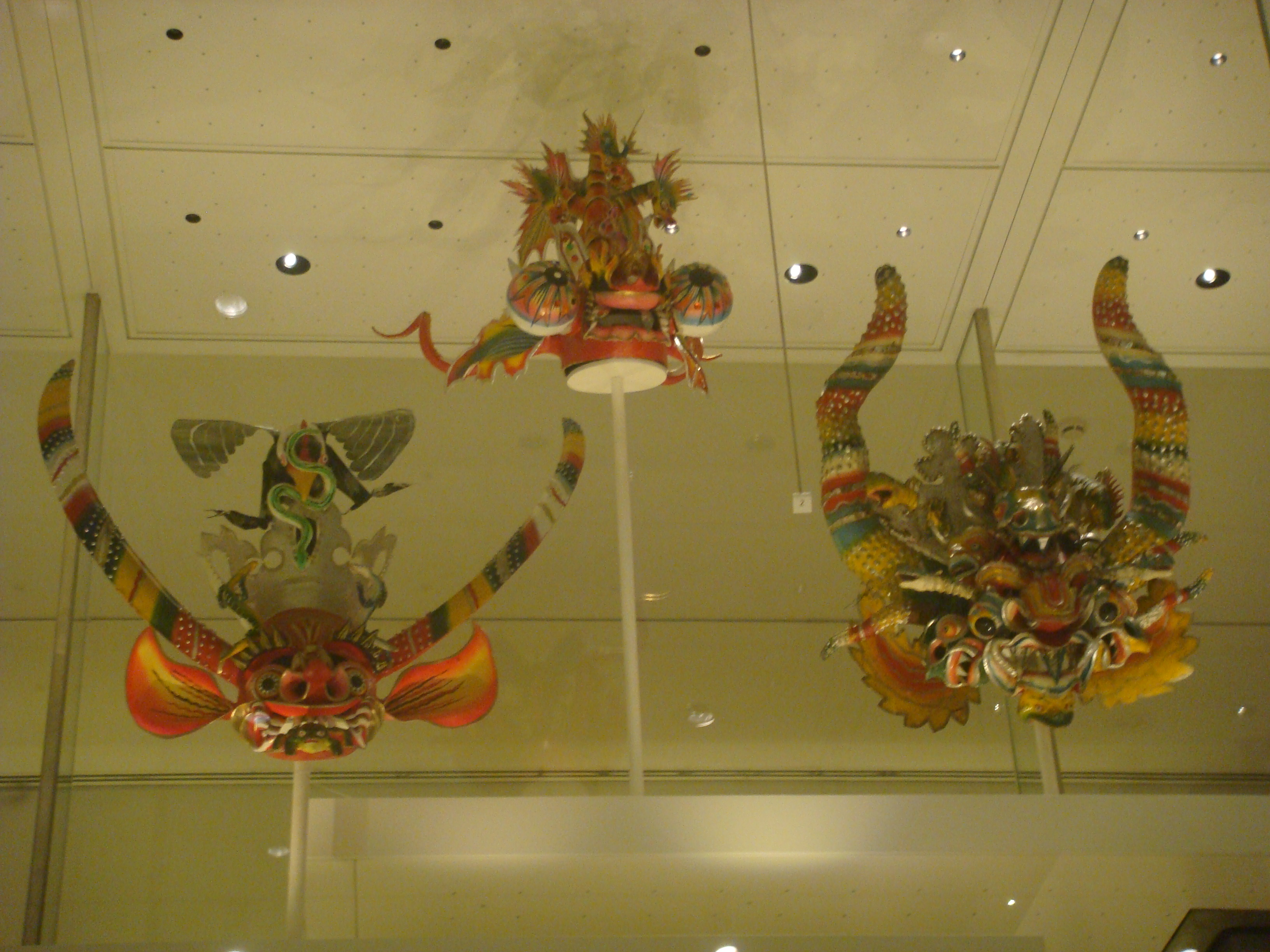
Modelos distintos de máscaras de diablada con influencia de dragones chinos durante una exhibición en el Museo Británico.

Un jurado internacional de figuras públicas, convocado por la UNESCO proclamó al Carnaval de Oruro como “Obra Maestra del Patrimonio Oral e Intangible de la Humanidad” el 18 de mayo de 2001. La proclamación se transmitió la proclamación desde París, Francia. El jurado internacional fue presidido por el escritor Juan Goytisolo, el mundo artístico, cultural, académico y gubernamental estaba representado por el presidente de la República de Malí, Alpha Oumar Konare, el Kabaka de Uganda, Su majestad Ronald Muwenda Mutebi il, la princesa Basma Bint Talal de Jordania y el escritor mexicano Carlos Fuentes.

## Especialidades de danzas
La importancia histórica en la que gravita Oruro y su gran influencia cultural y religiosa hacen de su carnaval un escenario natural que refleja la interculturalidad de las distintas zonas de Bolivia dentro de sus 416 millas cuadras.
- La zona andino–altiplánica de Bolivia en cuyo pie se encuentran los valles llamados Yungas de donde provienen las danzas de los Negritos, la Saya y los Caporales. La población densa de esta zona donde se encuentran los departamentos de Potosí, Oruro y parte del La Paz es rica en folklore y muchas de estas danzas participan del Carnaval de Oruro, entre estas danzas están la Morenada, la Diablada, el Tinku, Llamerada, Kullawada, Kallawayas, los Doctorcitos, Incas, Kantus y Chutas.
- que conviven en tiempo y espacio haciendo todos, el rutilante Carnaval de Oruro.
- La zona de los valles ocupada por los departamentos de Cochabamba y Chuquisaca, fueron inspiradores del Pujllay, los Potolos y el Salay.
- Los llanos y las selvas con los departamentos de Santa Cruz, Beni, Pando, Tarija y parte de Chuquisaca provienen inspiraciones de los chunchos y tobas, danzas guerreras que involucran otras etnias en su interior.

- Diablada
- Morenada
- Tobas
- Caporales
- Tinkus
- Incas
- Llameros (LLamerada)
- Kullawada
- Suri Sicuri
- Antawaras
- Ahuatiris
- Waca waca
- tarqueada
- Sicuriada
- Zampoñeros
- Awqui awqui
- Kantus
- Salaque
- Tundiquis
- Kallawayas
- Huititis (wititis)
- Jalq'as o jalkas
- Doctorcitos
- Inti Llajta
- Phujllay
- Negritos
- Saya afro-boliviana
- Mineros
- Potolos

## Bandas de bronces
Una de las características del Carnaval de Oruro  es la existencia de bandas de Bronce que acompañan el baile de las fraternidades, las bandas tienen un evento exclusivo denominada Festival de Bandas que congrega a las agrupaciones que participan de la fiesta.

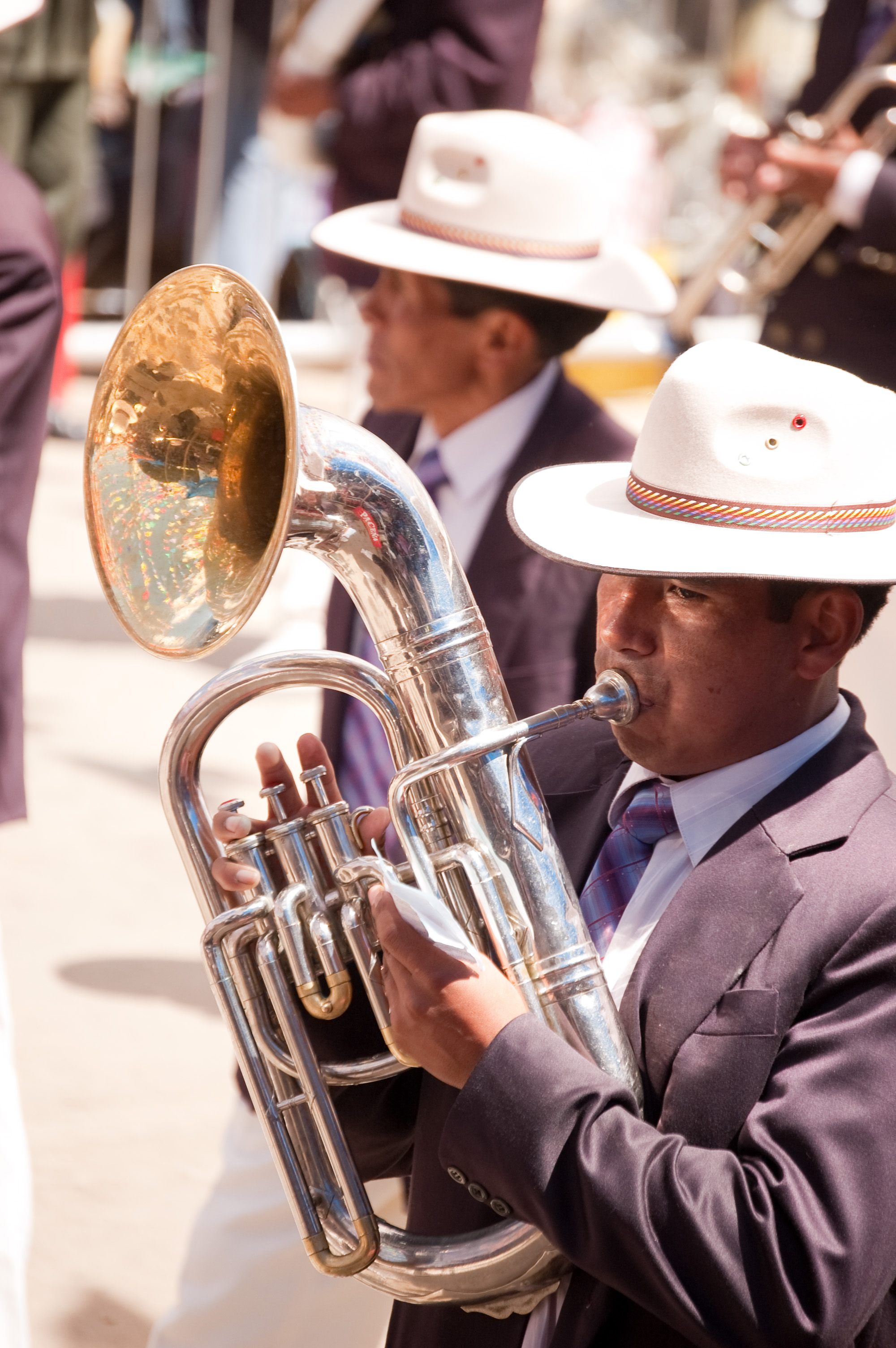
músico tocando un instrumento de bronce en el carnaval de Oruro del 2009

Las bandas poseen elaborados uniformes, coreografías y  estilos de arreglo de música popular del momento. Entre las más conocidas se encuentran la banda Intercontinental Poopó, y la banda Pagador.

## Espectadores, bailarines y músicos
Existe una gran variedad de personas que contribuyen en la realización del Carnaval de Oruro. Sin embargo, los bailarines que participan en este carnaval oscilan entre 28.000 y 35.000. Los músicos entre 5.000 y 10.000. Y la asistencia de los turistas se desglosa en la siguiente tabla. 
| Año  | Locales | Turistas Nacionales | Turistas Extranjeros | Total    |
| ---- | ------- | ------------------- | -------------------- | -------- |
| 2014 | -       | -                   | -                    | 362.000  |
| 2015 | -       | -                   | -                    | 434.400  |
| 2016 | -       | -                   | -                    | 343.977  |
| 2017 | -       | -                   | -                    | 411.818  |
| 2018 | 212.980 | 109.895             | 20.550               | 343.425  |
| 2019 | 89.420  | 109.468             | 67.000               | 265.888  |
| 2020 | -       | -                   | -                    | 257.093  |
| 2021 | -       | -                   | -                    | 000.000* |

*El año 2020 se canceló el carnaval por la pandemia del COVID-19

## Galería de imágenes

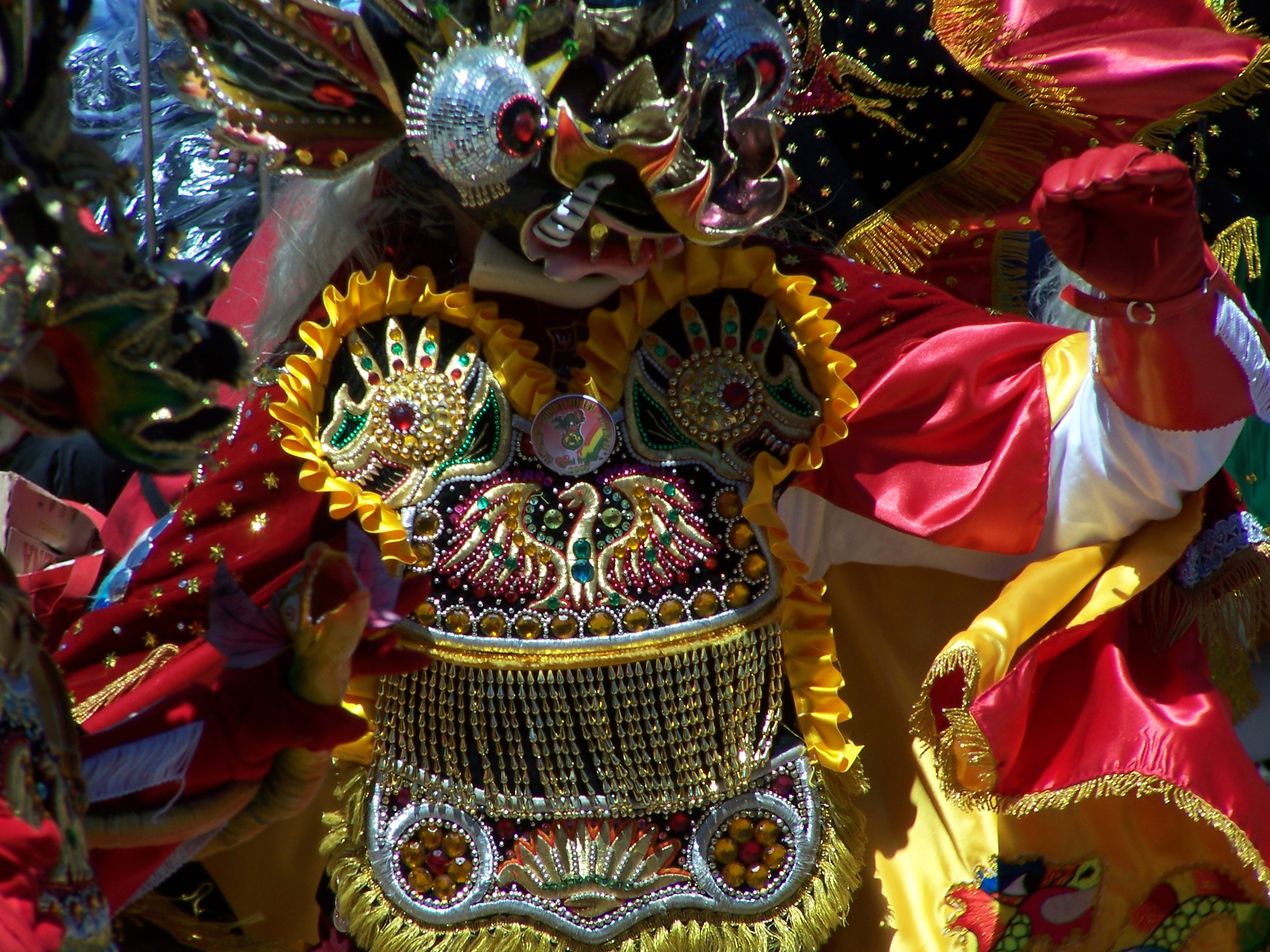
Detalle del traje de la Diablada
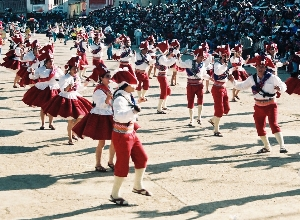
Danzantes de la Llamerada en el Carnaval de Oruro de 1993
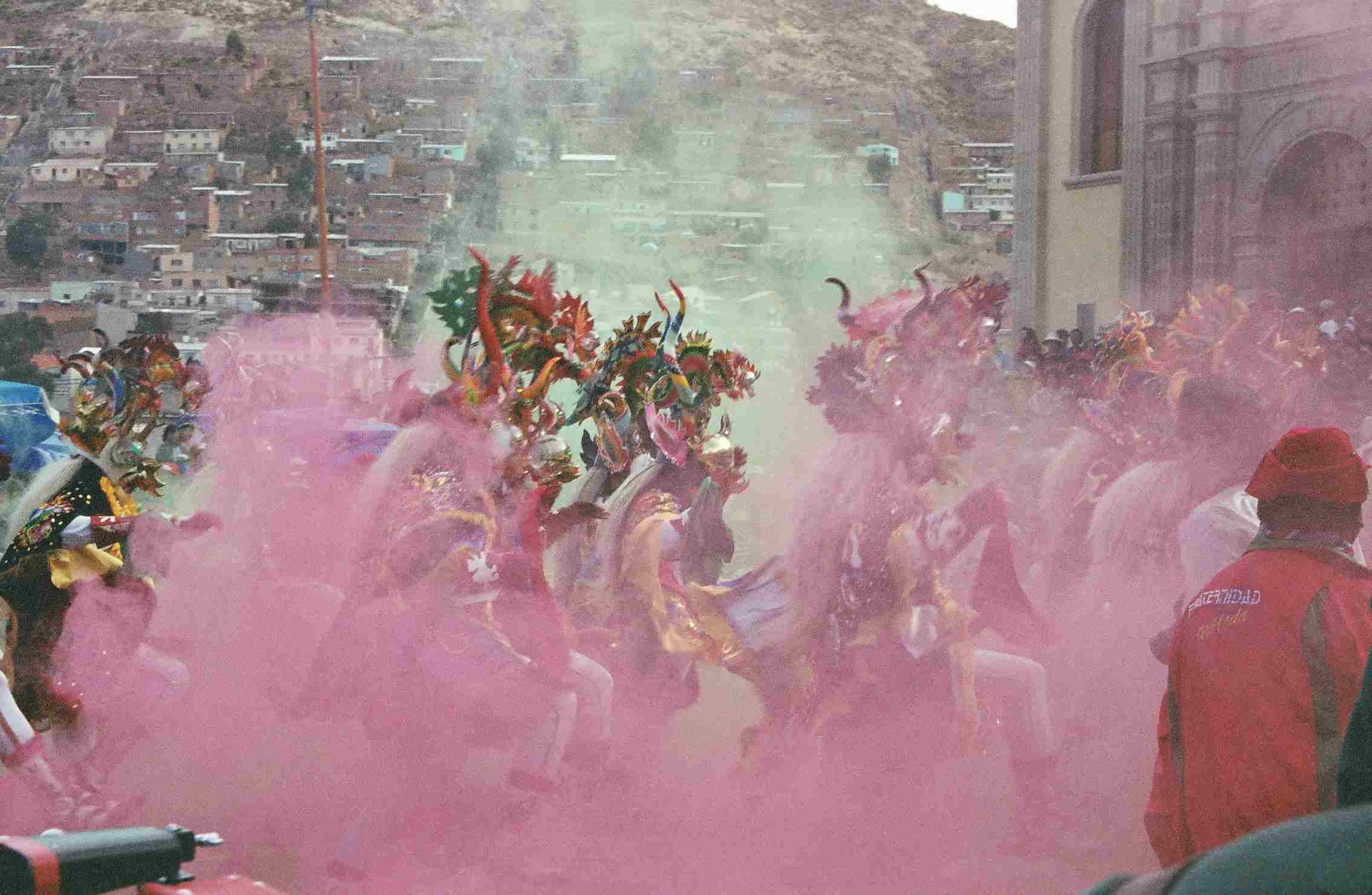
Conjunto de "Diablada" en el Carnaval de Oruro de 2005
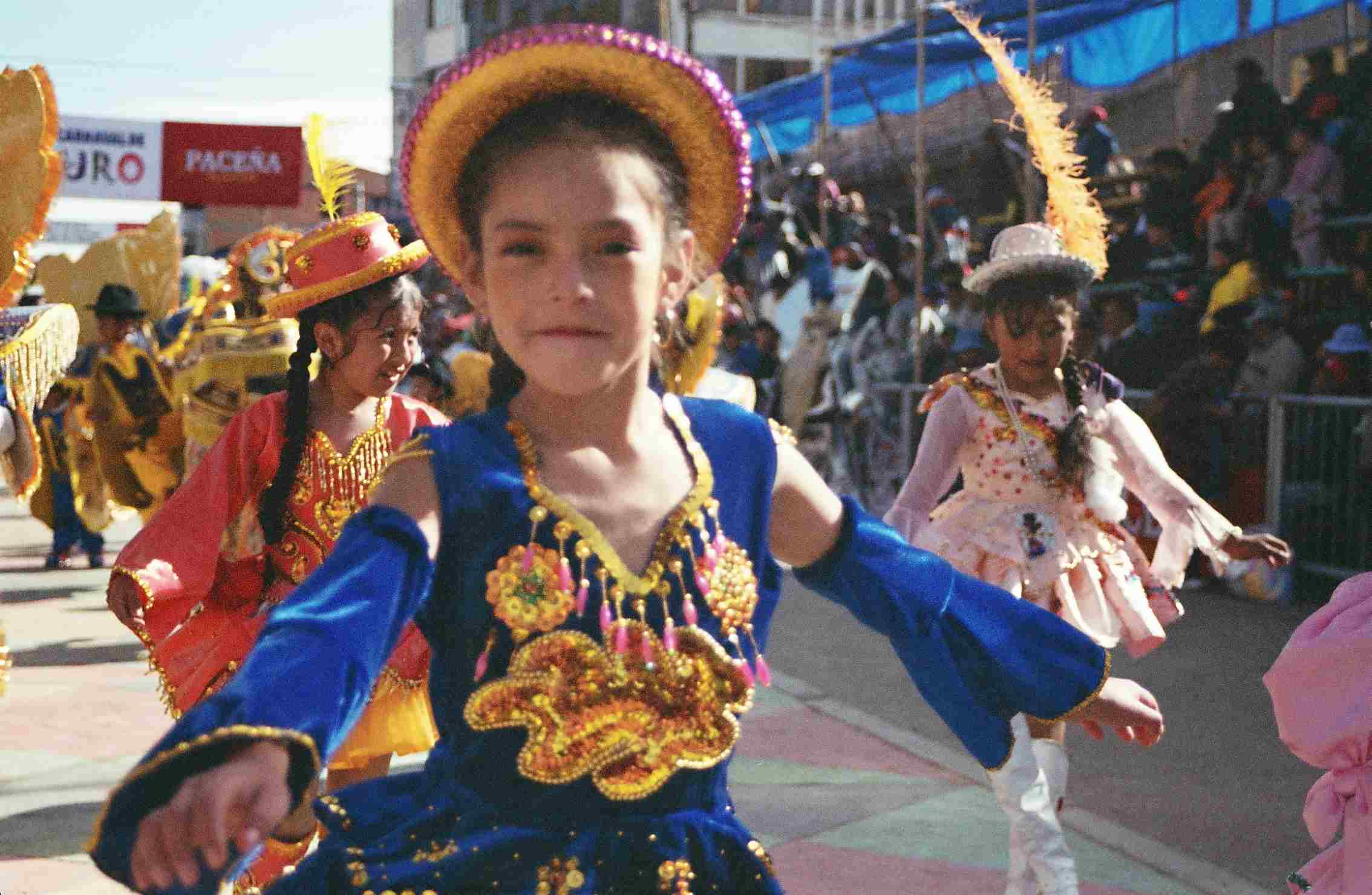
Niñas danzando Morenada en Carnaval de Oruro de 2005
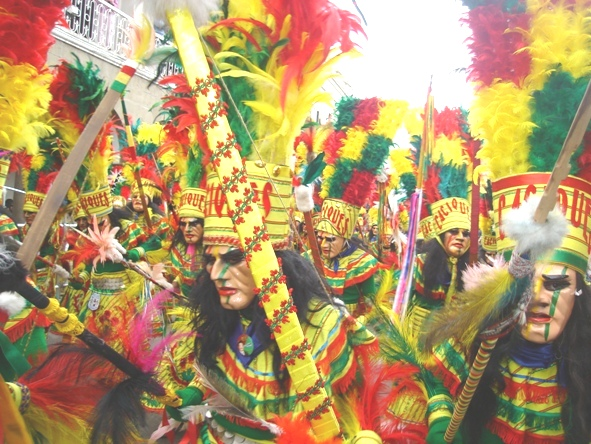
Danzantes de tobas en el Carnaval de Oruro de 2008
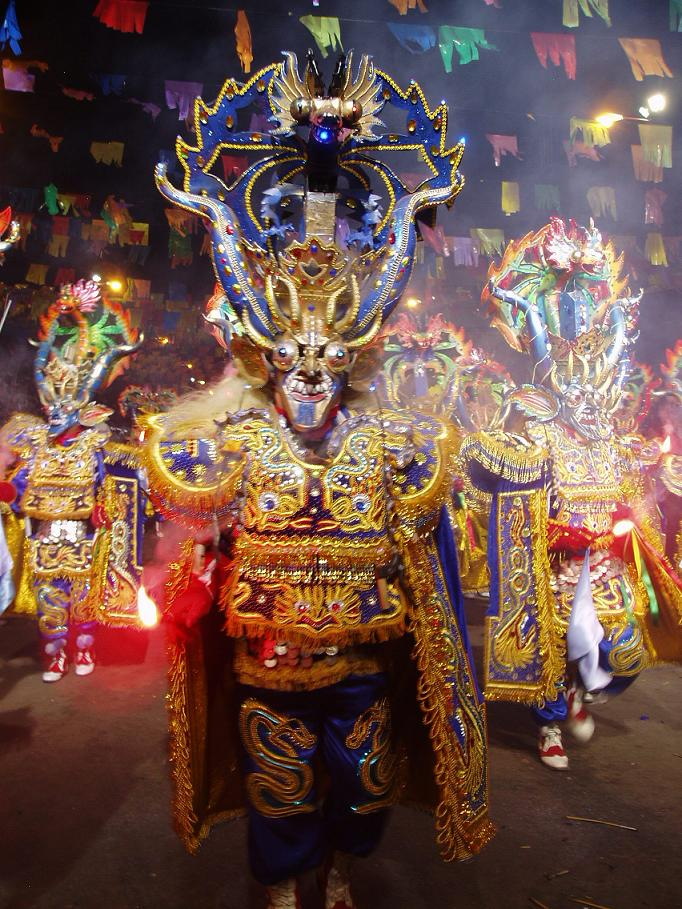
Luciferes, Diablada Artística Urus en el Carnaval de Oruro de 2009
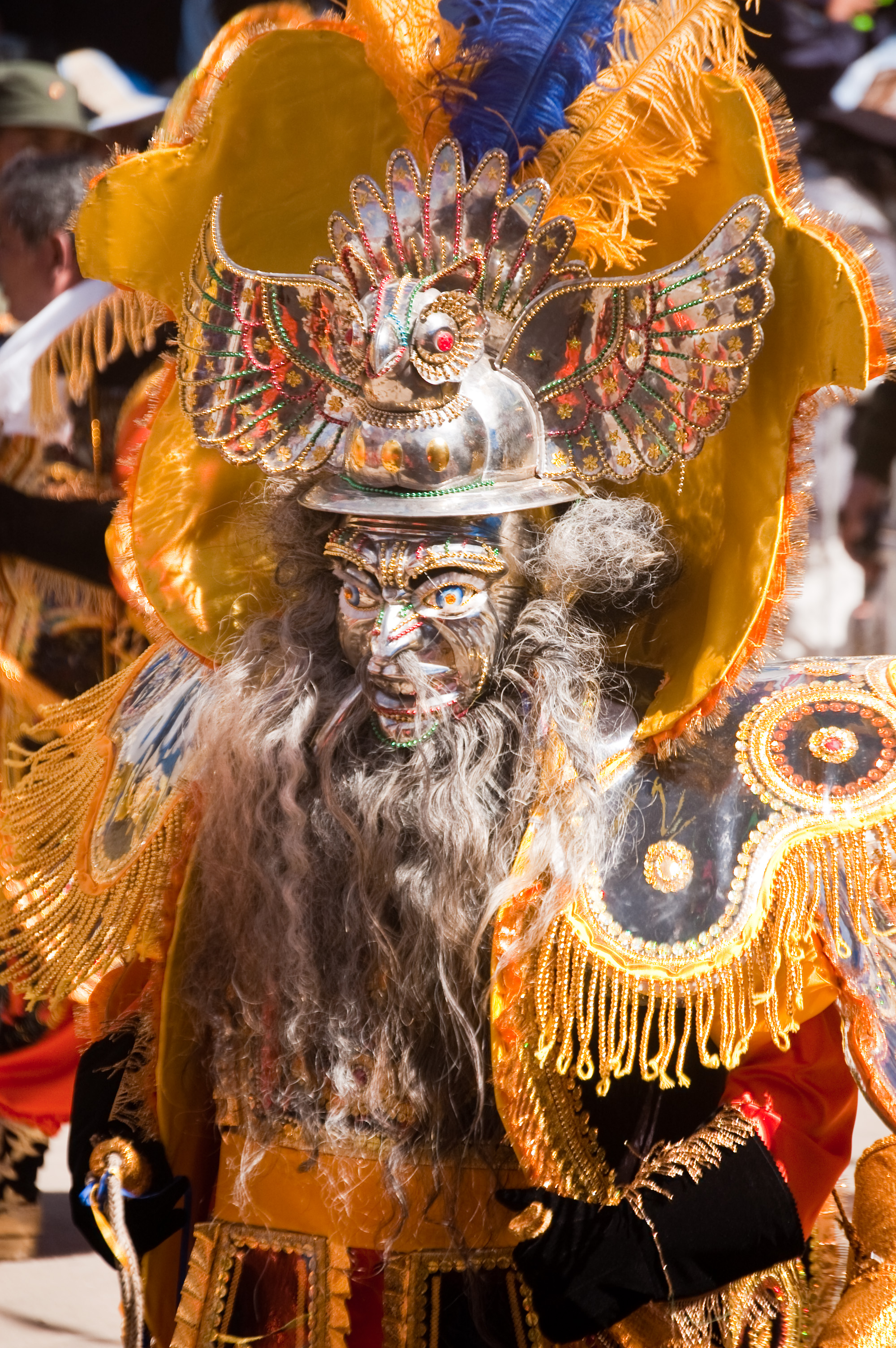
Caporal de Morenada, Carnaval de Oruro de 2009
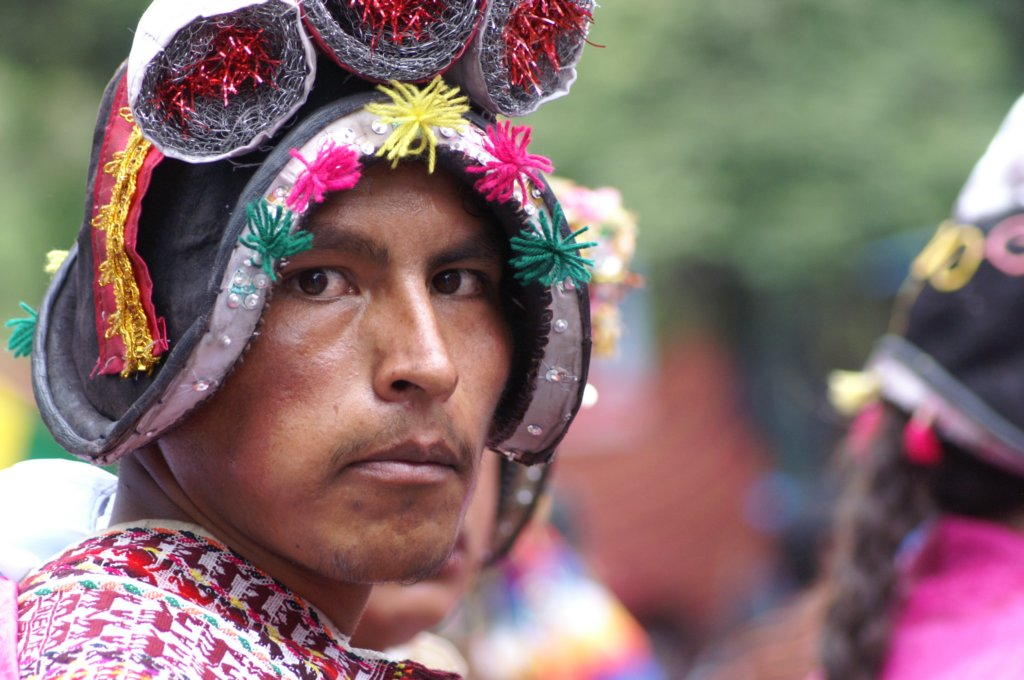
Danzante de Pujllay en el Carnaval de Oruro de 2010
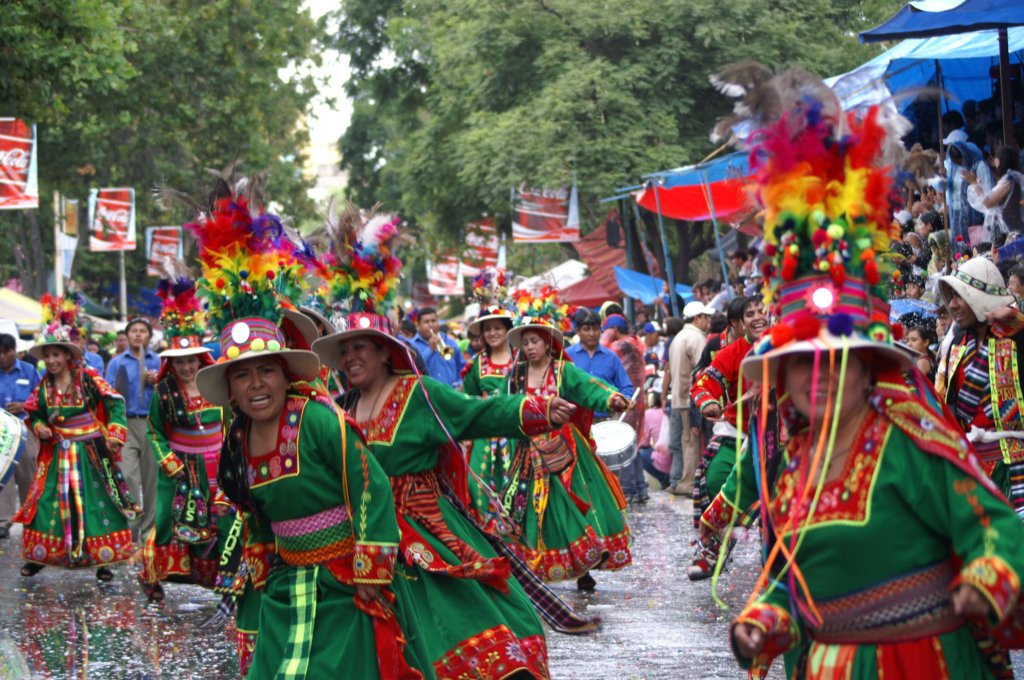
Danza Tinkus en el Carnaval de Oruro de 2010
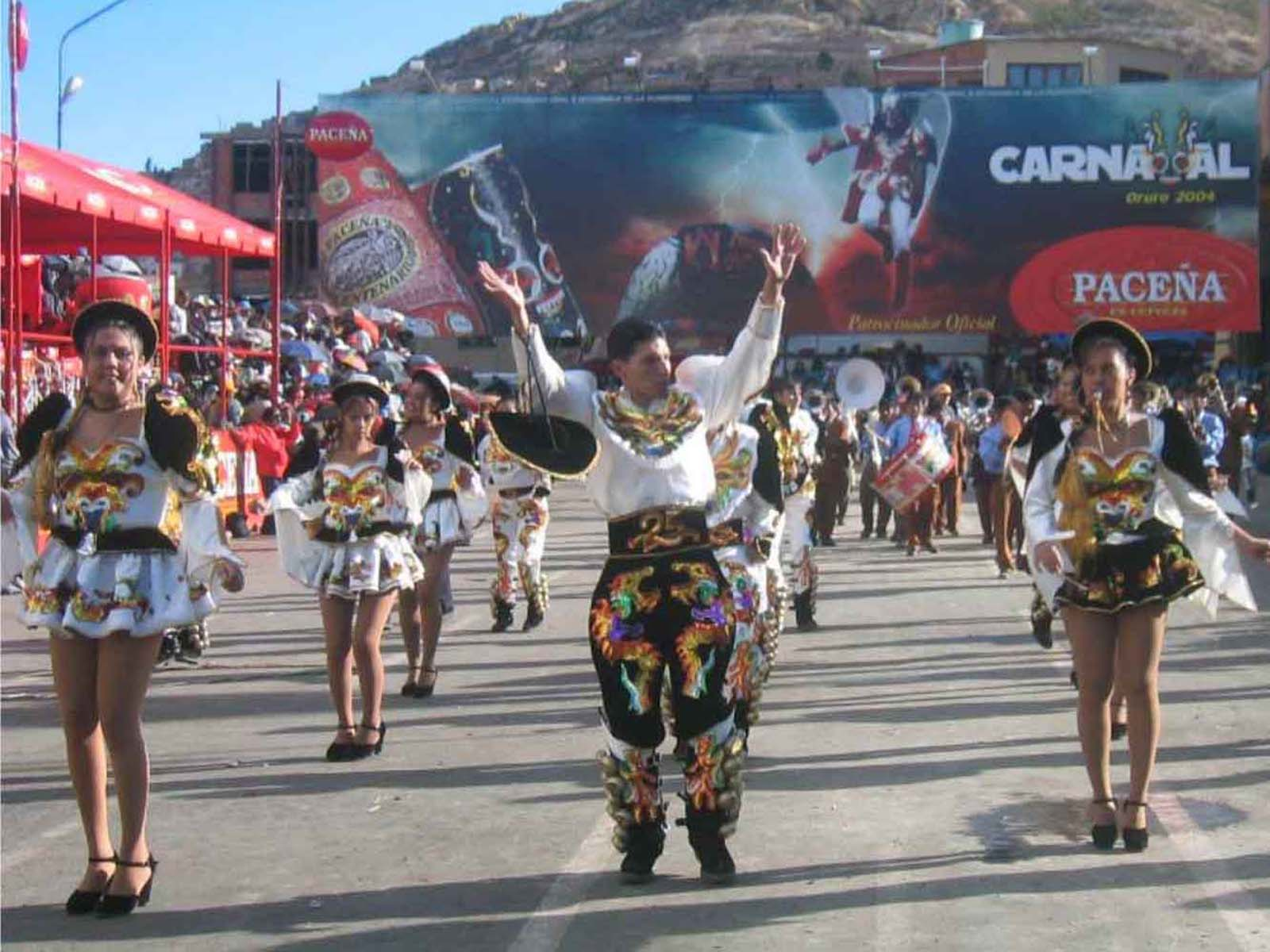
Danzantes de Caporales en el Carnaval de Oruro de 2010
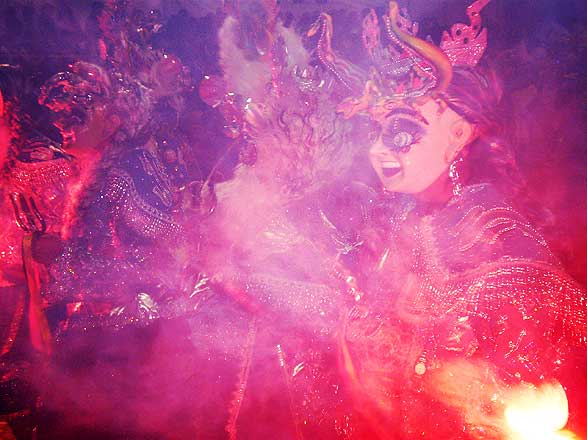
China Supay danzando en la Diablada Artistica Urus en el Carnaval de Oruro de 2011
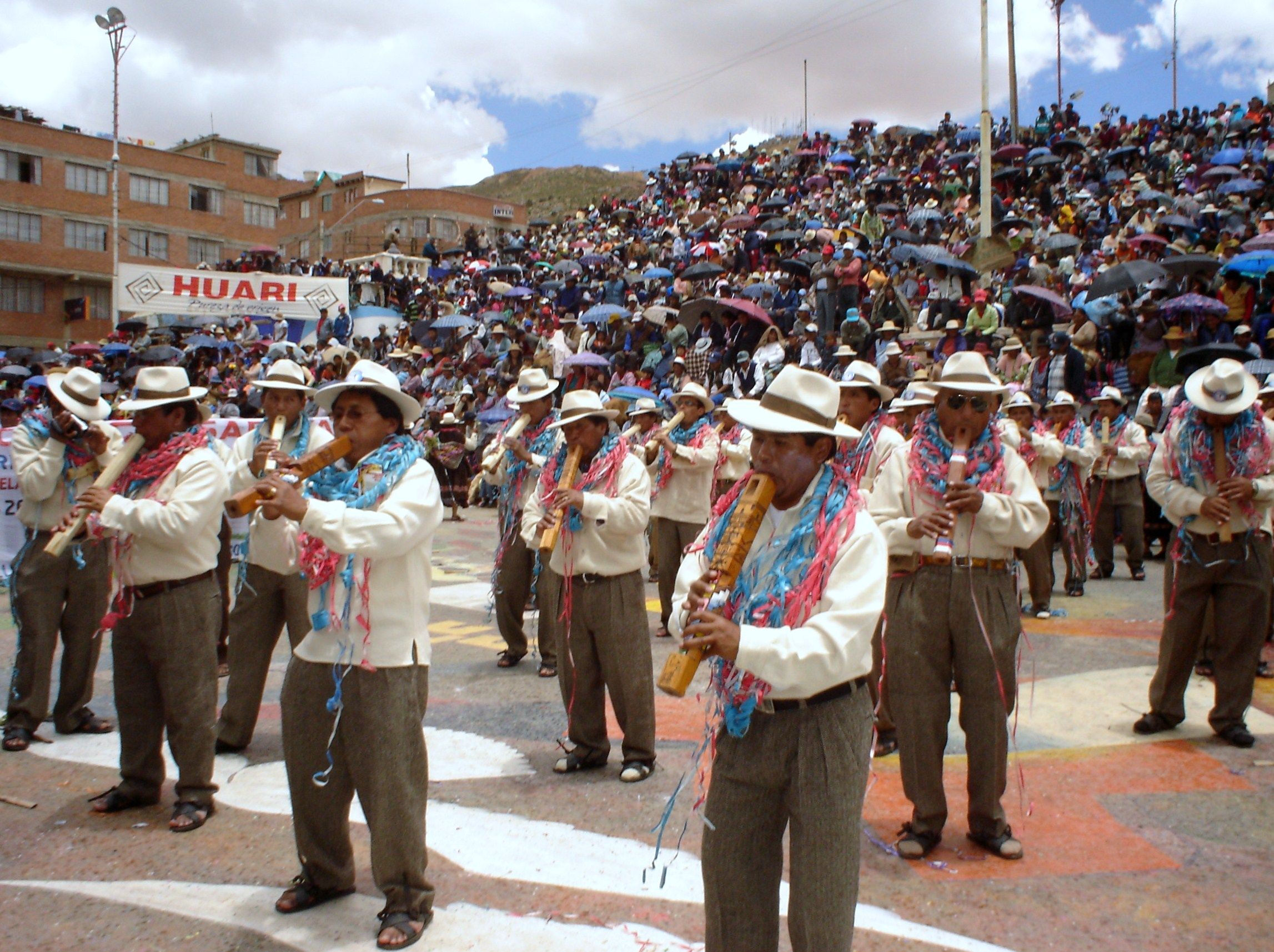
Grupo ejecutando una Tarkeada, Carnaval de Oruro de 2011
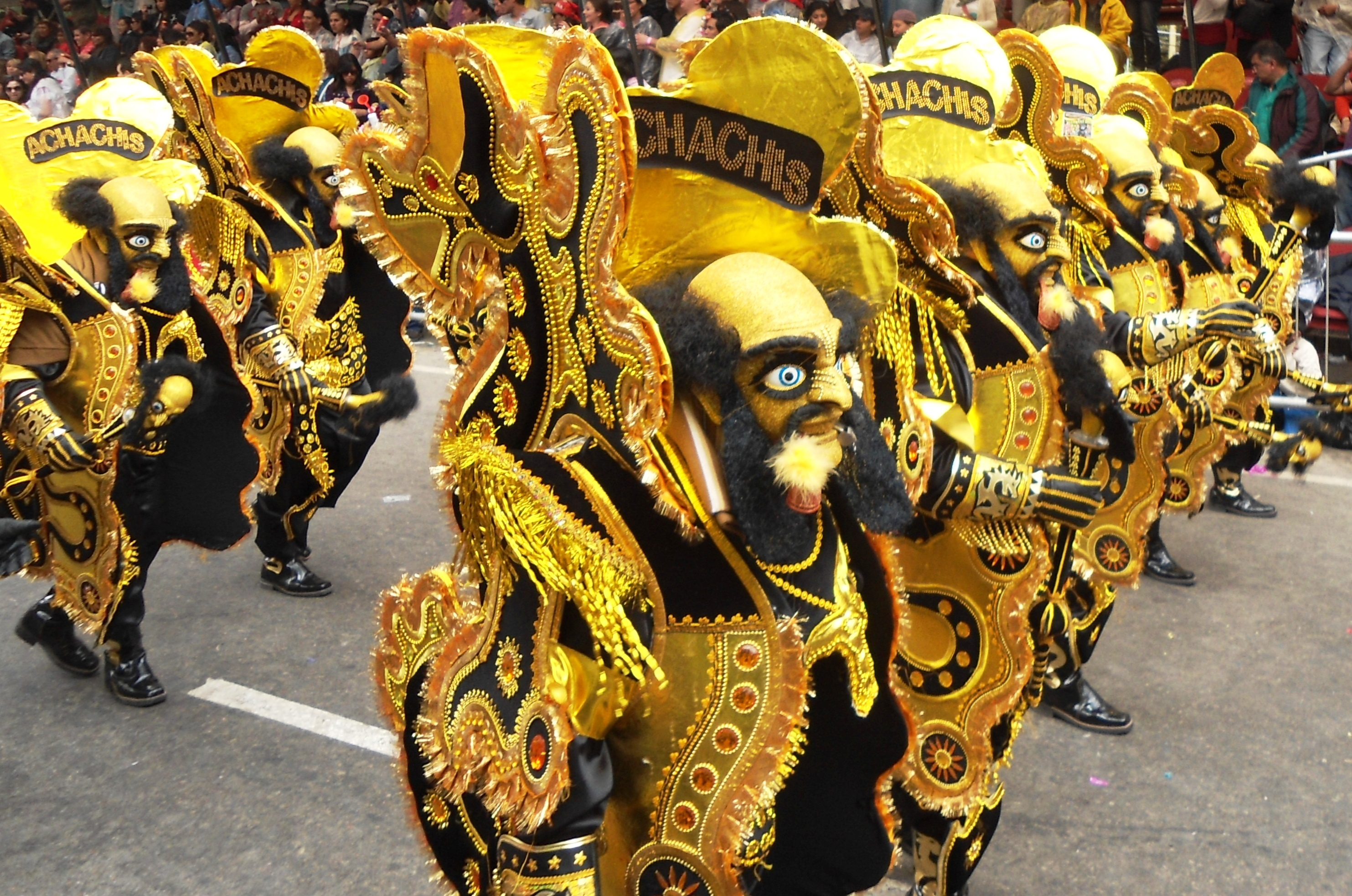
Morenada, bloque Achachis en el Carnaval de Oruro de 2012
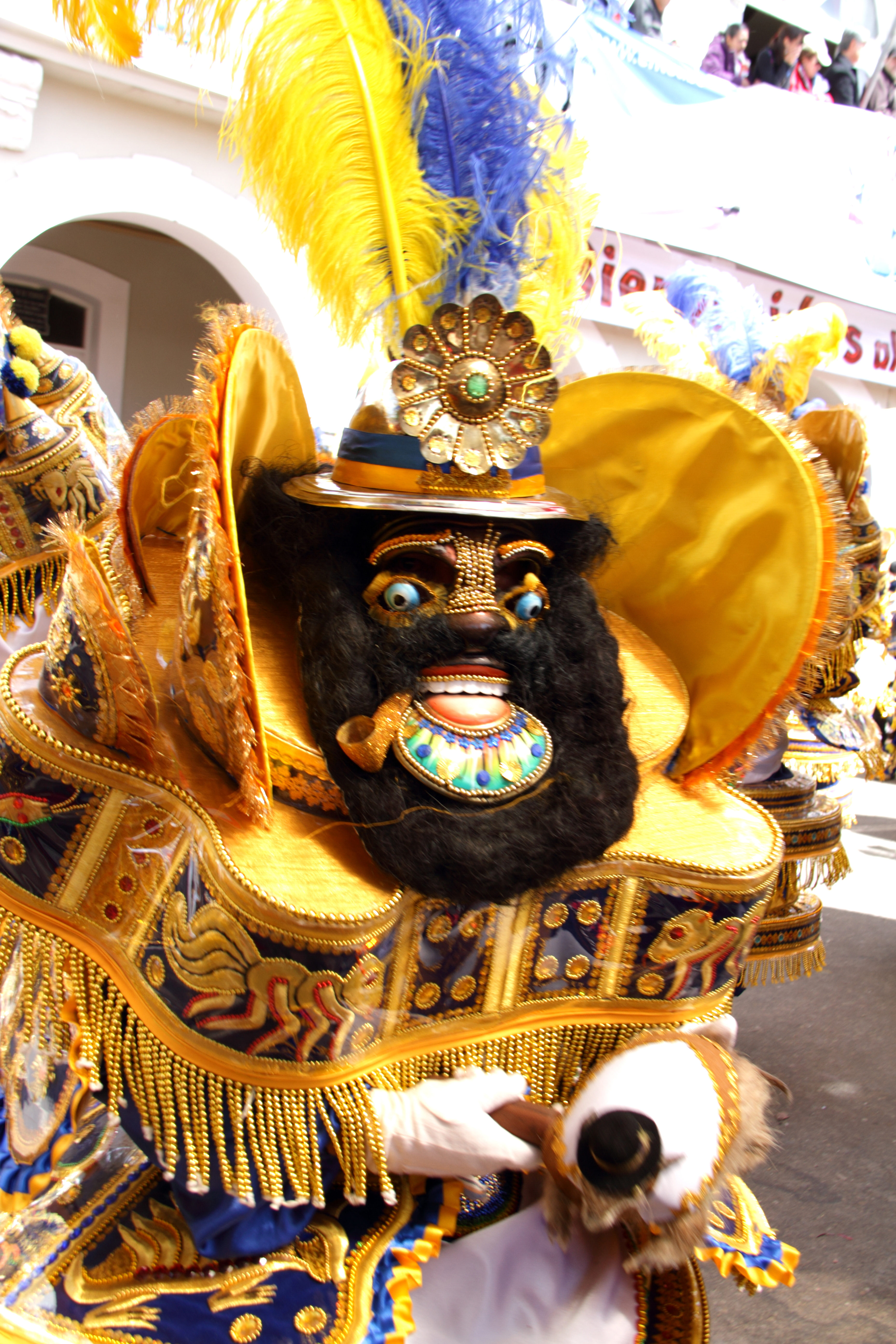
Moreno de tropa participando en la Morenada en el Carnaval de Oruro de 2012
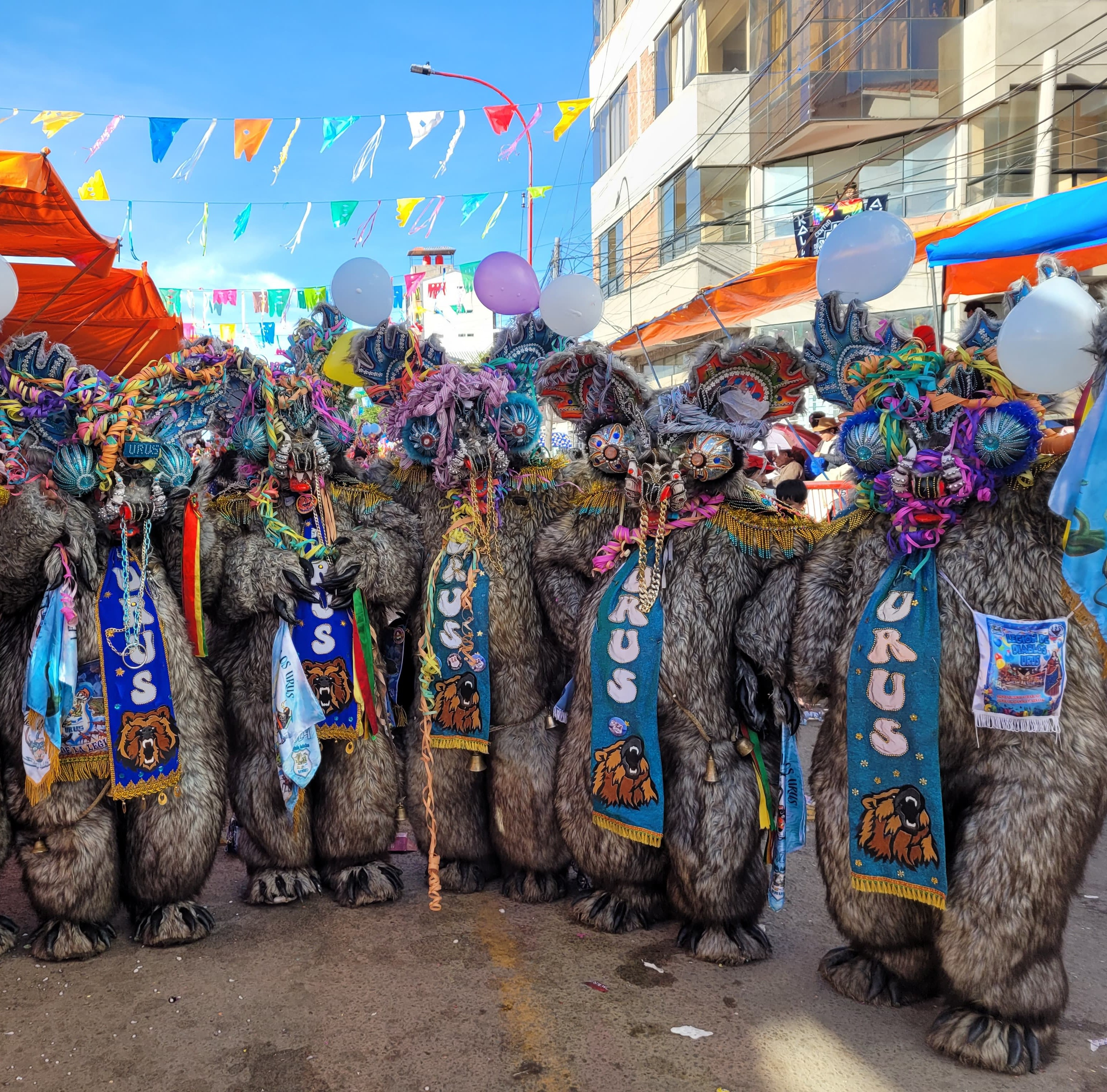
Domingo de Carnaval, osos de la Diablada Artística Urus 2024